# Antonio Neri
Antonio Neri (Firenze, 29 febbraio 1576 – Pisa, 1614) è stato un artigiano italiano, noto per l'abilità nella lavorazione del vetro.

## Biografia

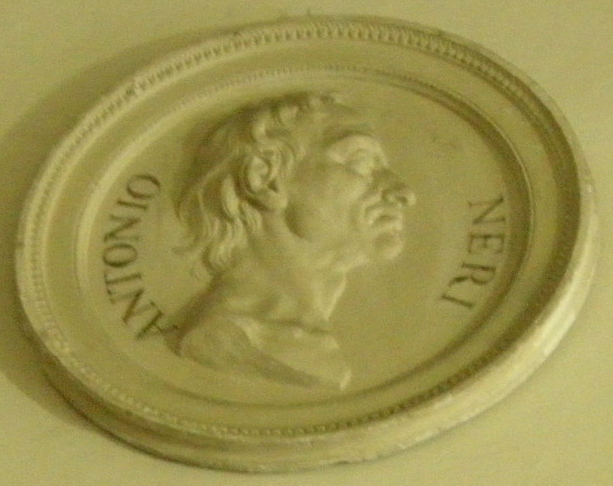
Medaglia con il ritratto di Antonio Neri

Cultore di alchimia e maestro intagliatore, prese gli ordini nel 1601. Visse ad Anversa dal 1604 al 1611. La sua Arte vetraria, il principale trattato sul vetro del Seicento, fu più volte ristampato in diverse lingue. Fu attivo a Siena, nella cerchia di Francesco di Giorgio Martini e di Lorenzo Vecchietta. A Siena è ricordato per gli stalli del coro del Duomo di Siena, intagliati in collaborazione col nipote Giovanni. Sono a lui attribuite anche alcune sculture nella Certosa di Maggiano e realizzate per il chiostro di Santuccio a Siena. Nuovi studi dimostrano che fosse un alchimista di profonda conoscenza chimica ed esoterica, attivo a livello europeo.

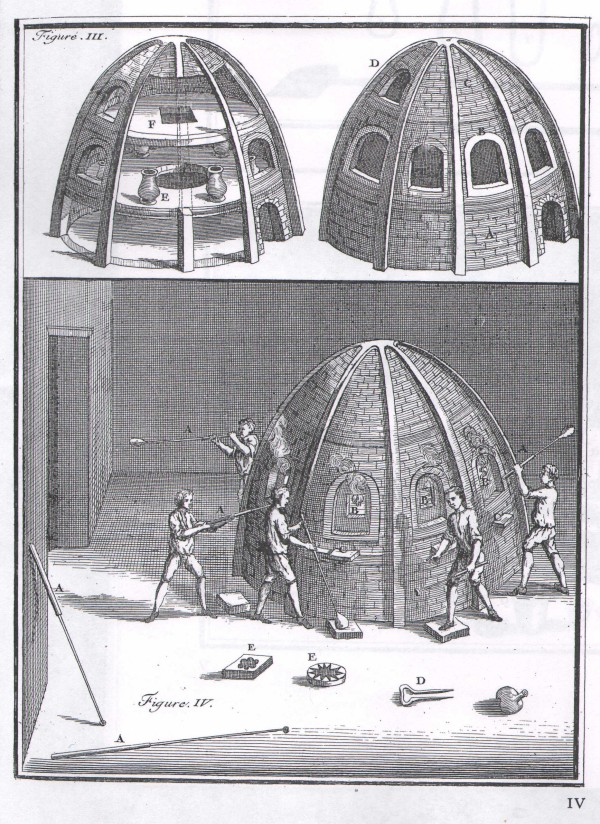
Una incisione su rame dal libro L'arte vetraria (1612)